# Xã Lower Mahanoy, Quận Northumberland, Pennsylvania
Xã Lower Mahanoy (tiếng Anh: Lower Mahanoy Township) là một xã thuộc quận Northumberland, tiểu bang Pennsylvania, Hoa Kỳ. Năm 2010, dân số của xã này là 1.709 người.